# Lako Je Sve
"Lako Je Sve" (do češtiny přeloženo jako Vše je lehké) je píseň, se kterou reprezentovali Feminnem Chorvatsko na Eurovision Song Contest 2010 v Oslu. Autory písně jsou Branimir Mihaljević, Pamela Ramljak a Neda Parmać.
Dne 6. března skupina Feminnem vyhrála chorvatské národní kolo Dora ve složení Neda Parmać, Pamela Ramljak a Nika Antolos, kdy získali nejvyšší ohodnocení of poroty i od televizních diváků. Následně reprezentovala Chorvatsko na Eurovision Song Contest 2010, která se konala v norském Oslu. V semifinále se umístili na 13. místě s celkovými 33 body.
V dubnu 2010 byla vydána ruská — "Легко всë", italská — "Semplice" a anglická — "Easy to See" jazyková verze písně.
Feminnem se na Eurovision Song Contest představili již v minulosti, kdy na Eurovision Song Contes 2005 reprezentovali Bosnu a Hercegovinu s písní "Call Me". Tehdy se umístili na 14. místě ve finále.

## Žebříčky
| Žebříček (2010)       | Nejvyšší umístění |
| --------------------- | ----------------- |
| Croatian Top 20 Chart | 8                 |